# Staffordshire-honden
Staffordshire-honden zijn figurines van passende paartjes spaniëlhonden die op wacht staan. Zij waren te vinden in 19e-eeuwse huizen. Ze werden voornamelijk gemaakt in pottenbakkerijen in Staffordshire en men noemde ze ook wel haard spaniëlhonden of (open)haard honden, omdat ze op schoorsteenmantels werden geplaatst.
De spaniël honden, gedecoreerd met een gouden ketting en medaillon, zaten in paren. Ze waren een typisch, Victoriaans bourgeois ornamentaal status-symbool: geen schoorsteenmantel was compleet zonder een paar spaniëls die op wacht stonden. De hondjes werden ook wel in de vensterbank geplaatst. De kwaliteit van de modellen en het verfwerk van de Staffordshire-hondjes varieert. Tegen het einde van de 19e eeuw, nam de populariteit van de figuurtjes toe, terwijl de kwaliteit achteruit ging.
Er werden er duizenden geproduceerd, maar originelen in goede conditie en in het juiste paar zijn tegenwoordig schaars te vinden. De figuurtjes werden tot de jaren 1920 gemaakt en de eerdere modellen waren van betere kwaliteit. Omdat de spaniëls handgeschilderd waren, verschilden alle figuurtjes van elkaar.

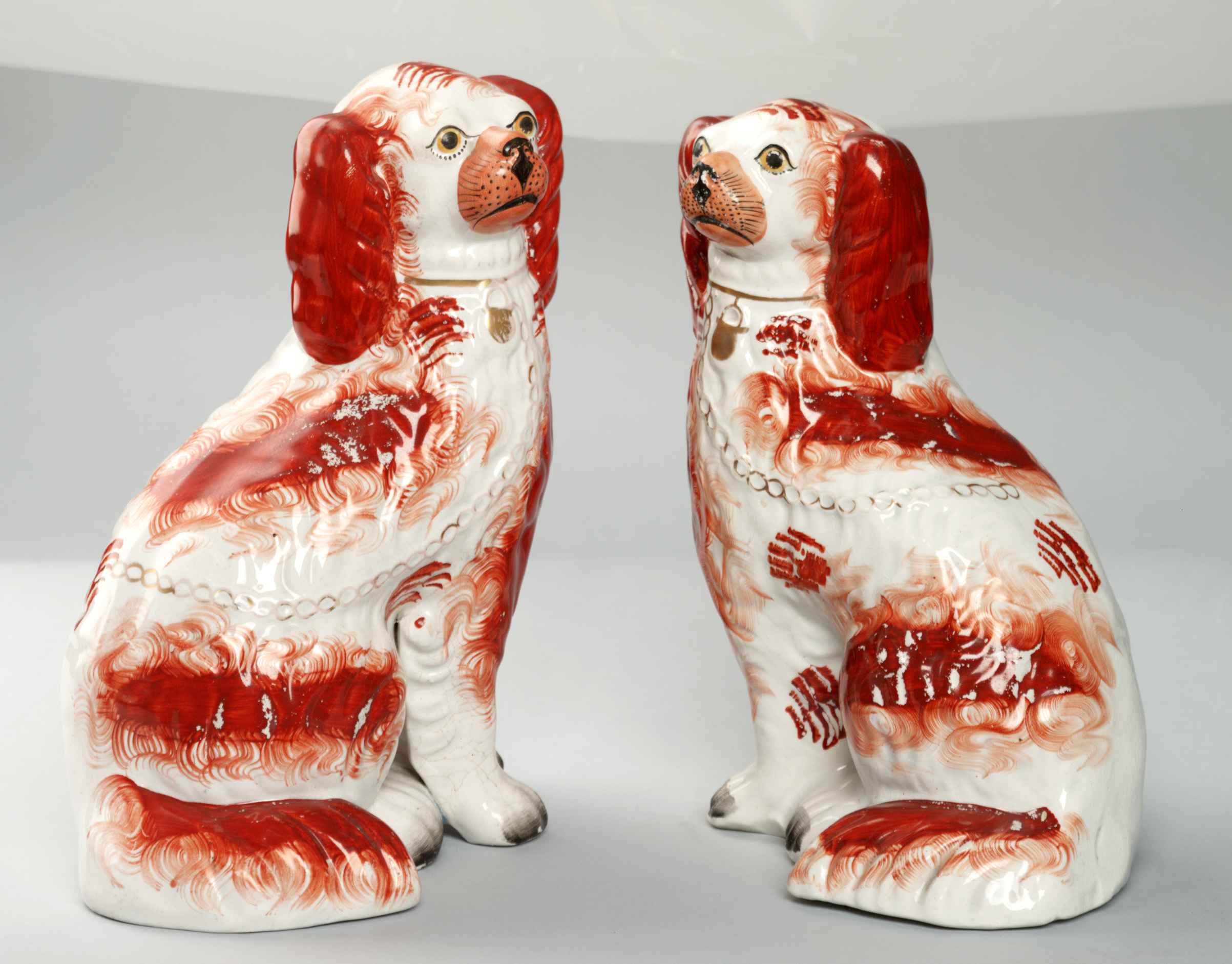
Staffordshire-honden uit collectie Zuiderzeemuseum

In Nederland stonden ze in pronkkastjes van veel vissersvrouwen. De mannen brachten ze mee wanneer ze hadden gevist onder de kust van Engeland. Jongens namen ze mee voor hun moeder. De hondjes werden ook wel hoerenhondjes genoemd. Ze zouden in Engeland in de vensterbank van prostituees hebben gestaan.

## Tentoonstellingen
- 2017: Ik wou dat ik twee hondjes was,  Fries Scheepvaartmuseum Sneek, 28 januari - 4 juni 2017 [7]
- 2019: Ik wou dat ik twee hondjes was,  Veenkoloniaal Museum Veendam, 10 februari - 26 mei 2019 [8]
- 2020: Scheveningen (op z’n) hondjes,  MUZEE, Scheveningen, 11 september 2020 - 3 januari 2021 [9]

## Literaruurverwijzingen
1. ↑  Sewell, John (23 July 2005) "His pottery poodles are prized pair". Toronto Star, Ontario.
2. ↑  A. Harding; Nicholas Harding (2006). Victorian Staffordshire Dogs. Schiffer Publishing Limited. ISBN 978-0-7643-2456-7.
3. ↑  Clive M. Pope (1990). A-Z of Staffordshire Dogs: A Potted History. Antique Collectors Club Limited. ISBN 978-1-85149-258-9.
4. ↑  Judith Miller (1 May 2008). Decorative Arts: Style and Design from Classical to Contemporary. Dorling Kindersley Limited, p. 109. ISBN 978-1-4053-3622-2.
5. ↑  Mcclafferty, Jane. "Staffordshire dogs", Antiques Council.
6. ↑  www.zuiderzeecollectie.nl
7. ↑  Website Fries Scheepvaartmuseum. Gearchiveerd op 8 oktober 2020. Geraadpleegd op 4 oktober 2020.
8. ↑  Website Veenkoloniaal Museum
9. ↑  Website Muzee